# Spelljammer
Spelljammer — сеттинг для второй редакции ролевой системы Advanced Dungeons & Dragons, разработанный TSR, Inc. в 1989 году.
Сеттинг Spelljammer был одной из попыток объединить элементы уже существующих сеттингов в одну Мультивселенную. Между мирами, заключёнными в хрустальные сферы (crystal spheres), можно было путешествовать на кораблях с особыми устройствами — «волшебными кормилами» (spelljamming helms). Корабли, оборудованные такими устройствами, способны перемещаться по пространству не только внутри сферы, но и между ними. Каждый корабль обладает собственной плоскостью гравитации и атмосферой, благодаря чем у него могут быть открытые палубы. Межпланетные корабли больше похожи на морские корабли, животных или птиц, нежели на реально существующие космические аппараты.
Spelljammer предоставлял единый способ попасть в любой из миров AD&D: Greyhawk, Dragonlance, Forgotten Realms и так далее. Но в отличие от Planescape, где этот способ представлял собой путешествия через порталы, в Spelljammer миры были заключены в хрустальные сферы, являющиеся естественными барьерами между несовместимыми мирами. Пространство между сферами заполнено флогистоном.
На космологию оказали большое влияние геоцентрическая система мира Птолемея, множество идей пришли из произведений Жюля Верна. В целом сеттинг сочетает в себе стили фэнтези, стимпанка и космической оперы с духом века паруса и эпохи Великих географических открытий.

## Основные детали сеттинга
Так называемые «волшебные кормила» — главная часть концепции сеттинга. Они обеспечивают перемещение в пределах мира для кораблей, которые иначе не были бы способны покинуть свои миры. Все корабли обладают достаточно большими размерами (длина вдоль одной из осей не меньше 25 футов), чтобы создавать собственную гравитацию. Обычно эта гравитация сравнима с нормальным тяготением на планетах размера Земли и обеспечивает направление «вниз» наиболее удобным для гуманоидов образом.
Перемещающиеся в космосе тела любого размера окутаны оболочкой пригодного для дыхания воздуха, который (в отличие от реального космоса) не рассеивается в пространстве. Но, как и в реальном мире, через определенный срок (обычно четыре месяца), воздух становится затхлым, а потом (еще через четыре месяца) и непригодным для дыхания.
Миры, между которыми путешествуют корабли, заключены в хрустальные сферы (называемые также хрустальными оболочками). Каждая такая сфера заключает в себе целую планетную систему со своей звездой. Обычно они имеют диаметр, вдвое превышающий диаметр орбиты планеты, наиболее удалённой от центра системы. Поверхность сферы называется «стеной сферы» («sphere wall») и отделяет «дикий космос» («wildspace») внутри сферы от флогистона, заполняющего всё остальное пространство. Стены сфер неуязвимы ни для каких физических или магических воздействий. Корабли могут проходить через существующие в стенах отверстия — «порталы», которыми также пользуются обитающие в «диком космосе» существа. Порталы обладают различной степенью устойчивости и могут внезапно закрываться и открываться в разных местах стены. Их положение определяется специальными заклинаниями и магическими предметами. Существуют также заклинания, позволяющие открыть новый портал или закрыть существующий. Корабли и существа, проходящие через портал в момент его закрытия, рискуют погибнуть.
Флогистон, называемый также «Потоком» или «Течением» («the Flow»), — это яркая, чрезвычайно легковоспламеняющаяся газообразная субстанция, заполняющая пространство между хрустальными сферами. Флогистон никаким образом не может проникнуть внутрь хрустальных сфер: ни естественным, ни искусственным путём, ни даже по воле богов. Во флогистоне существуют своеобразные «реки», движение по которым сильно уменьшает время, затрачиваемое на путешествие между сферами.
Легендой сеттинга является корабль «Спеллджаммер» (The Spelljammer), давший название всему, что связано с космическими путешествиями. Это судно напоминает по форме огромного ската манту и несёт на спине целый город. Все путешественники через космос слышали о нём, но мало кто видел своими глазами. Согласно легендам, на «Спеллджаммере» нет капитана, и он бесцельно странствует сквозь космос.
Расы, населяющие сеттинг, включают в себя людей, дварфов, эльфов, гномов-механиков, бехолдеров, арахноидных неоги, антропоморфных гиппопотамов гиффов, насекомоподобных три-кринов, космических орков, известных как «скро», слизнеподобных фалмадараата и других существ. Одной из ключевых рас Spelljammer являются иллитиды, но они отличаются от своих собратьев из Grayhawk или Forgotten Realms большей склонностью к торговле, нежели к порабощению других рас (эту нишу занимают неоги). Многие уникальные расы сеттинга были описаны в книгах серии «Monstrous Compendium».

## История публикаций

### Advanced Dungeons & Dragons 2
Первый сеттинговый продукт — коробка «Spelljammer: AD&D Adventures in Space» (известна также как «Spelljammer boxed set») — была выпущена в 1989 г. Состоял из двух книг: «Concordance of Arcane Space», описывающей новые правила, и «Lorebook of the Void» («Кладезь знаний Пустоты», не переводилась), описывающей сам сеттинг. Там были разделы, описывающие хрустальные сферы существующих на тот момент сеттингов D&D: «Космос Королевств» (Realmspace) для Forgotten Realms, «Космос Кринна» (Krynnspace) для Dragonlance и «Серый Космос» (Greyspace) для Greyhawk. В 1993 вместе с новой сферой «Космос Скопления» («Clusterspace») они были объединены в «Большую тройку и Астромир» («Big Three and Astromundi»). Появившиеся позже сеттинги Dark Sun и Ravenloft были в 1992 кратко описаны в «Полном справочнике космохода».
Линейка изданий по Spelljammer включала в себя четыре коробочных набора: вышеупомянутый «Spelljammer: AD&D Adventures in Space» (1989), описывающая сеттинг и базовые правила для путешествия между хрустальными сферами; «Legend of Spelljammer» (1991), содержащая много сведений о легендарном корабле «Спеллджаммер» — фактически автономный подсеттинг; «The War Captain’s Companion» (1992), расширяющий и дополняющий оригинальный набор, содержащий краткое описание почти всех существующих на тот момент космических кораблей и дополнение к игре BATTLESYSTEM, позволяющее проводить космические сражения; «The Astromundi Cluster» (1993) — игровая кампания.
В дальнейшем линейка была расширена выпуском ряда дополнений. «Lost Ships» описывала новые виды кораблей-спеллджаммеров, новых монстров, завязки приключений и первые четыре космических навыка. «Practical Planetology» описывала новые миры и водящихся на них существ. «The Rock of Bral» обеспечивала базу для партий приключенцев. «Realmspace», «Krynnspace» и «Greyspace» подробнее описывали три основных хрустальных сферы.

### Dungeons & Dragons 3
После поглощения TSR, Inc. компанией Wizards of the Coast работа над сеттингом Spelljammer была прекращена, и дальнейшее развитие сеттинга было предоставлено любителям — веб-сайт «Beyond the Moons» получил от WotC статус «официального». На этом сайте размещались материалы по сеттингу для AD&D и их конверсии под D&D 3.

#### Spelljammer: Shadow of the Spider Moon
В 2002 г. Paizo Publishing опубликовала в № 151 журнала «Polyhedron» (в составе № 92 журнала «Dungeon») новый материал по Spelljammer. В этой статье содержалась конверсия сеттинга под систему d20, включающая правила по спеллджаммингу, использование огнестрельного оружия, новые умения и престиж-классы. Монстры Spelljammer, такие как неоги и гиффы, не были включены, но статья рассказывала об использовании в сеттинге дроу, юань-ти и других рас из «Monster Manual».
Конверсия гиффов, скро и других сеттингоспецифичных рас под D&D 3.5 была описана в статье «Races of Spelljammer», опубликованной в журнале «Dragon» № 339 (2006 г.).

### Dungeons & Dragons 4
Основные элементы сеттинга Spelljammer появились в книге «Manual of the Planes» для четвёртой редакции. Неоги описаны в виде монстров в «Monster Manual 2».

### Hackjammer
В 2005 г. Kenzer & Co. выпустила «Hackjammer» (ISBN 1-59456-037-0) — приложение, конвертирующее Spelljammer под систему Hackmaster.

## Художественная литература
По сеттингу Spelljammer было написано шесть романов, изданных TSR. Романы связаны между собой и образуют цикл «Владелец плаща» («The Cloakmaster Cycle»). Их главный герой — Телдин Мур (Teldin Moore), фермер с Кринна, который стал владельцем могущественного, но проклятого магического плаща. Это проклятие привело Мура в «дикий космос», а затем и в путешествие к другим хрустальным сферам.
- David Cook. Beyond the Moons. 1991 (ISBN 1-56076-153-9).
- Nigel Findley. Into the Void. 1991 (ISBN 1-56076-154-7).
- Roger E. Moore. The Maelstrom’s Eye. 1992 (ISBN 1-56076-344-2).
- Elaine Cunningham. The Radiant Dragon. 1992 (ISBN 1-56076-346-9).
- Nigel Findley. The Broken Sphere. 1993 (ISBN 1-56076-596-8).
- Russ T. Howard. The Ultimate Helm. 1993 (ISBN 1-56076-651-4).

Помимо романов, по сеттингу был также создан цикл комиксов, выпускавшийся «DC Comics» с сентября 1990 г. по ноябрь 1991 г.

### Компьютерные игры
Единственной компьютерной игрой, действие которой происходит в этом сеттинге, стала Spelljammer: Pirates of Realmspace, разработанная компанией Cybertech Systems и изданная Strategic Simulations, Inc. в 1992 году.